# Aiguilles Rouges d'Arolla
Pour les articles homonymes, voir Aiguilles rouges.
Les aiguilles Rouges d'Arolla sont un chaînon montagneux des Alpes valaisannes, en Suisse, situé dans le canton du Valais, dont le sommet central culmine à 3 644 m d'altitude.

## Géographie

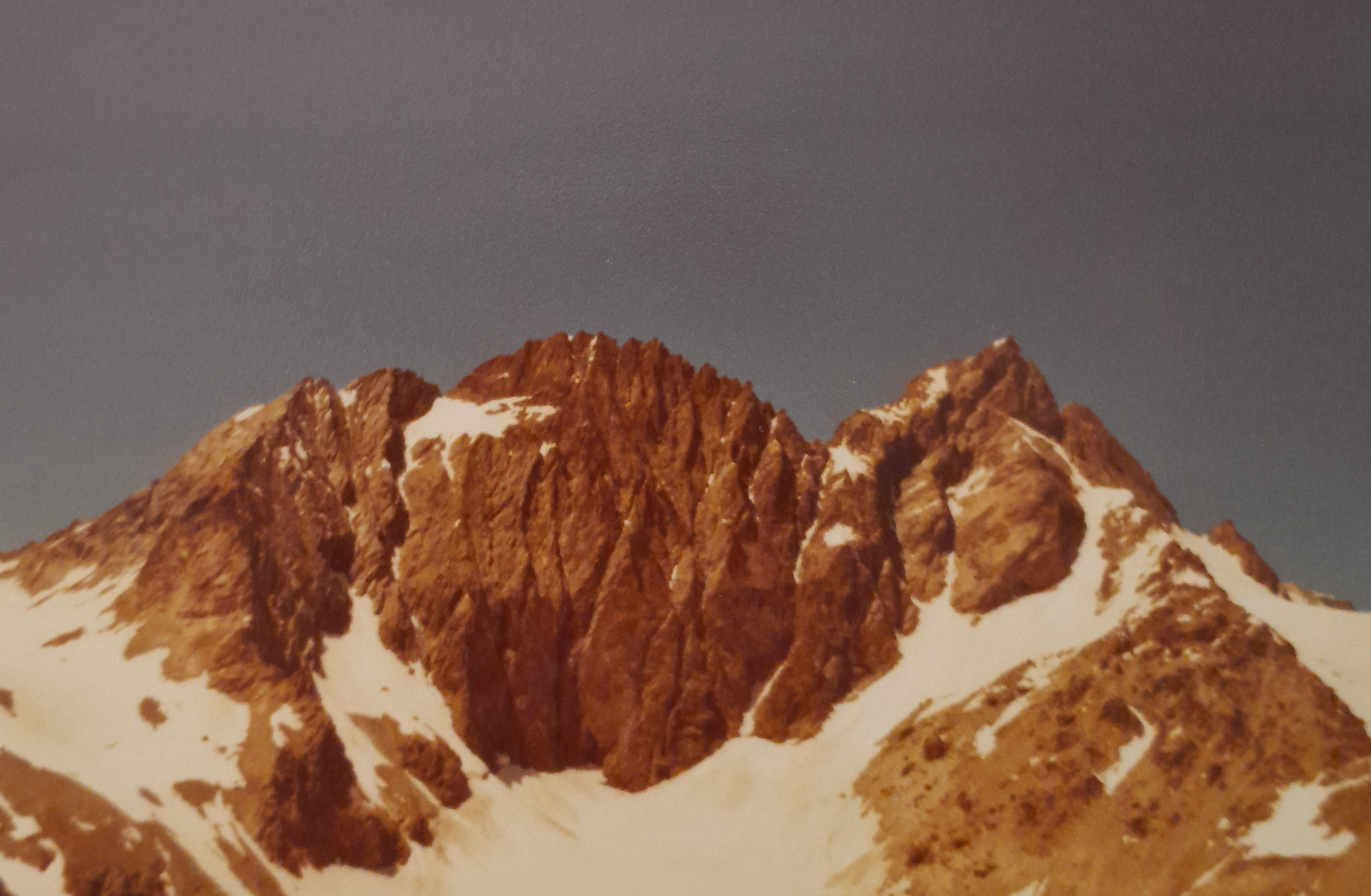
Face est des aiguilles Rouges d'Arolla.

Situées à l'est du lac des Dix, les aiguilles Rouges d'Arolla dominent à l'est le val d'Arolla. Elles se composent de plusieurs sommets et brèches dont, du sud au nord, le col Slingsby, le sommet Sud (3 584 m), le col Sud, le sommet central (3 644 m), le col Nord et le sommet Nord (3 593 m). Elles forment la limite entre le val des Dix à l'ouest et le val d'Hérens à l'est.
Ce chaînon montagneux se situe entre le col sud des Darbonires et le col des Ignes. Le glacier des Aiguilles Rouges se trouve à son pied sur son flanc est et le glacier des Darbonires sur son flanc ouest.
Son rocher est formé de métagabbro, une roche métamorphique.

## Première ascension
La première ascension est réalisée le 23 juin 1870 par J. H. Isler avec le guide Joseph Gillioz.

## Alpinisme
La cabane des Aiguilles Rouges du Club alpin suisse, à une altitude de 2 810 mètres, est le point de départ des ascensions en particulier la traversée classique nord-sud des aiguilles Rouges (difficulté : AD+).